# Blagnac FC
Blagnac Football Club is een Franse voetbalclub die werd opgericht in 1963. De club is afkomstig uit Blagnac nabij Toulouse en komt uit in het Championnat National 3, het vijfde niveau van de Franse voetbalpiramide. Sinds 2006 speelt de club in het Complexe Andromède. 